# Moncontour (Côtes-d’Armor)
Moncontour ist eine französische Gemeinde mit 742 Einwohnern (Stand 1. Januar 2022) im Département Côtes-d’Armor in der Region Bretagne; sie gehört zum Arrondissement Saint-Brieuc und zum Kanton Plaintel. Der Ort liegt am rechten Ufer des Flusses Evron. Die Bewohner werden Moncontourais und  Moncontouraises genannt.
Moncontour gehört zu den schönsten Dörfern Frankreichs.

## Bevölkerungsentwicklung
| Jahr      | 1962 | 1968 | 1975 | 1982 | 1990 | 1999 | 2008 | 2016 |
| Einwohner | 1141 | 1187 | 1149 | 1014 | 901  | 865  | 937  | 868  |

## Wappen
Blasonierung: „Unter einem Hermelinschildhaupt in Rot ein goldbekrönter und -gezungter silberner Löwe“

## Sehenswürdigkeiten
Siehe auch: Liste der Monuments historiques in Moncontour (Côtes-d’Armor)
- Kirche Saint-Mathurin (Monument historique) mit sechs Fenstern aus der Renaissance: Kindheit Jesu u. a. (siehe dort in der Navigationsleiste).
- Hôtel Veillet-Dufrêche
- Hôtel de Clézieux
- Porte du Faubourg Saint-Jean
- Tour Mognet

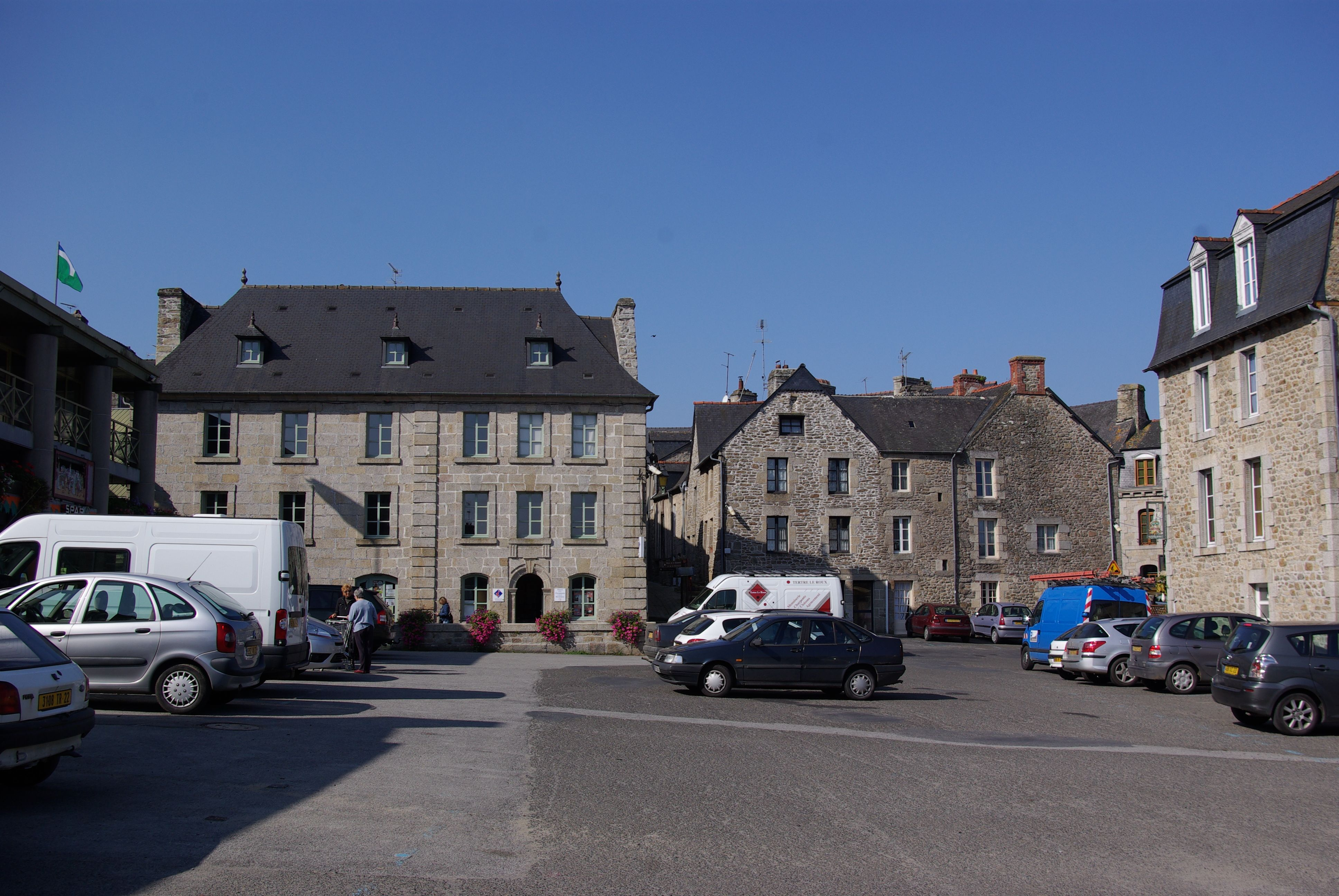
Platz in Moncontour
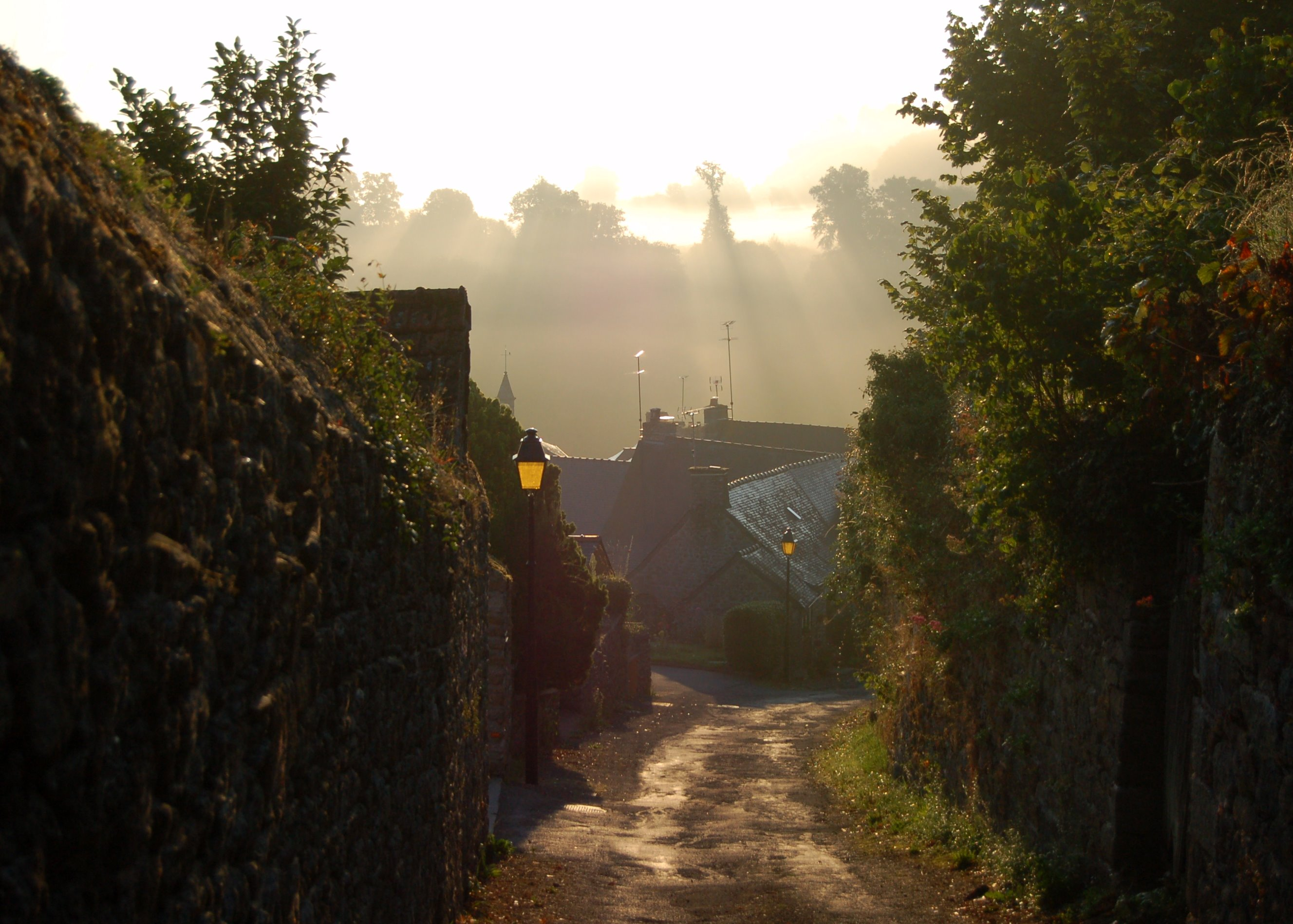
Straße in Moncontour
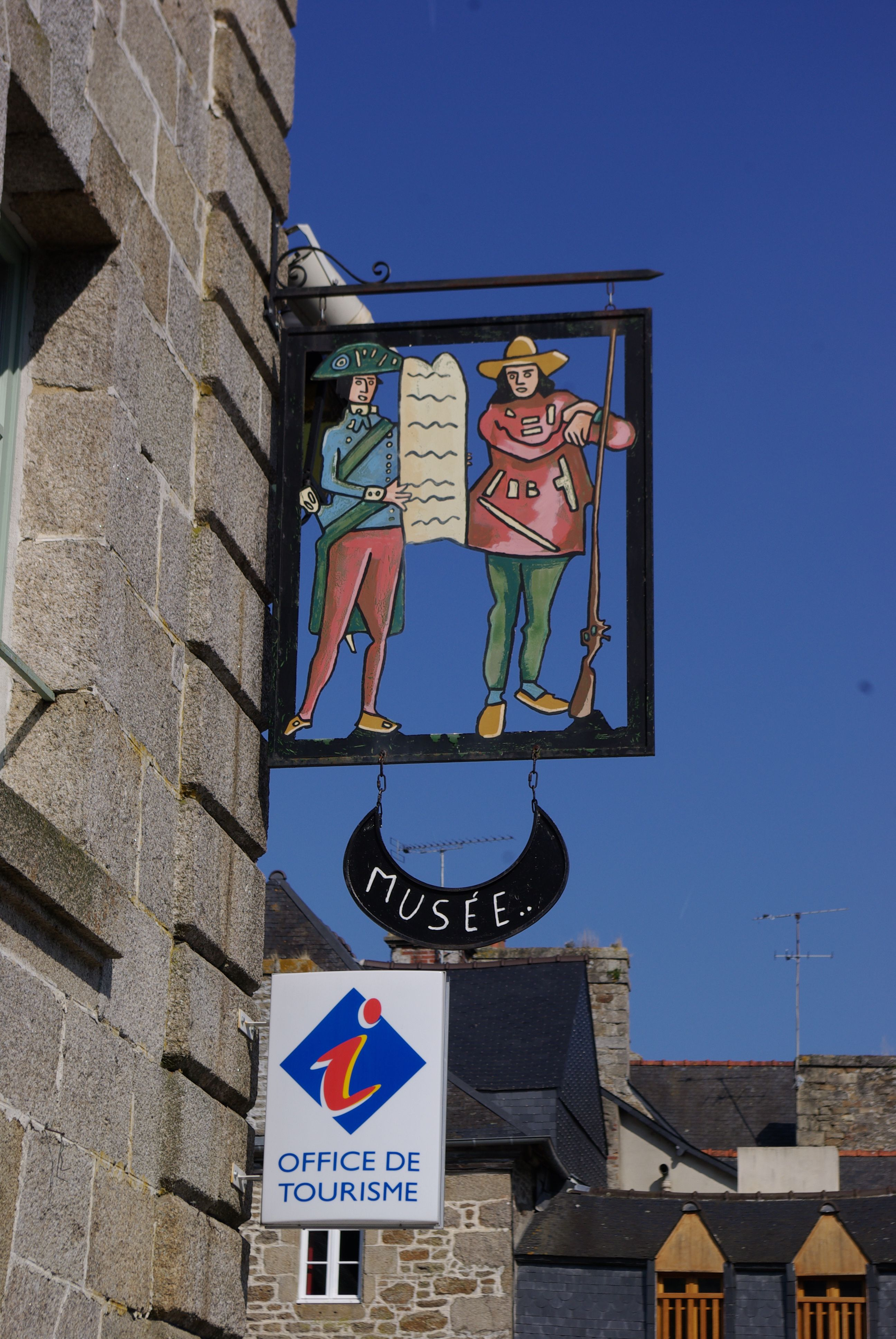
Museumsschild